# Rasjid Nezjmetdinov
Rasjid Gibjatovitj Nezjmetdinov, född 15 december 1912 i Aqtöbe, Kazakstan,  Kejsardömet Ryssland, död 1974, var en sovjetisk schackspelare. 
Nezjmetdinov var en stark mästare av tatariskt ursprung, boende och verksam i Sovjet. Han var en angreppets virtuos och en utsökt schackkonstnär. Världsmästaren Michail Tal hade mycket höga tankar om Nezjmetdinov, både som schackspelare och människa.
Nezjmetdinov fick aldrig utresetillstånd för att delta i turneringar i väst.